# Dancing Europe
Dancing Europe è la terza raccolta del cantante ucraino Vjerka Serdjučka, pubblicata nel 2007 dalla Mama Music e Universal Music.

## Tracce
1. Dancing (Original Version) – 3:11 (Andrij Danylko)
2. Essen (Tim-Tim Taram) – 2:36 (Andrij Danylko)
3. Vse Bydet Horosho (Everything Will Be Good) – 3:49 (Andrij Danylko)
4. Hop Hop – 3:09 (Andrij Danylko)
5. Horosho Krasavitsam (Good to Be Pretty) – 3:22 (Tat'jana Zalužnaja)
6. Gorbachev (Stravropols's Tango) – 4:30 (Andrij Danylko)
7. A Ya Smeyus (I Am Smiling) – 3:13 (Tat'jana Zalužnaja)
8. Grosse Liebe – 3:11 (Andrij Danylko)
9. Dancing (Pub Version Art) – 3:12 (Andrij Danylko)
10. Poppi (Crazy Ringtone) – 3:06 (Andrij Danylko)
11. Beri Vse (Take Everything) – 3:20 (Tat'jana Zalužnaja)
12. Evro Vision Queen – 4:24 (Andrij Danylko)

## Classifiche
| Classifica (2007) | Posizione massima |
| ----------------- | ----------------- |
| Francia           | 105               |